# Altdorf SH
| SH ist das Kürzel für den Kanton Schaffhausen in der Schweiz. Es wird verwendet, um Verwechslungen mit anderen Einträgen des Namens Altdorf zu vermeiden. |

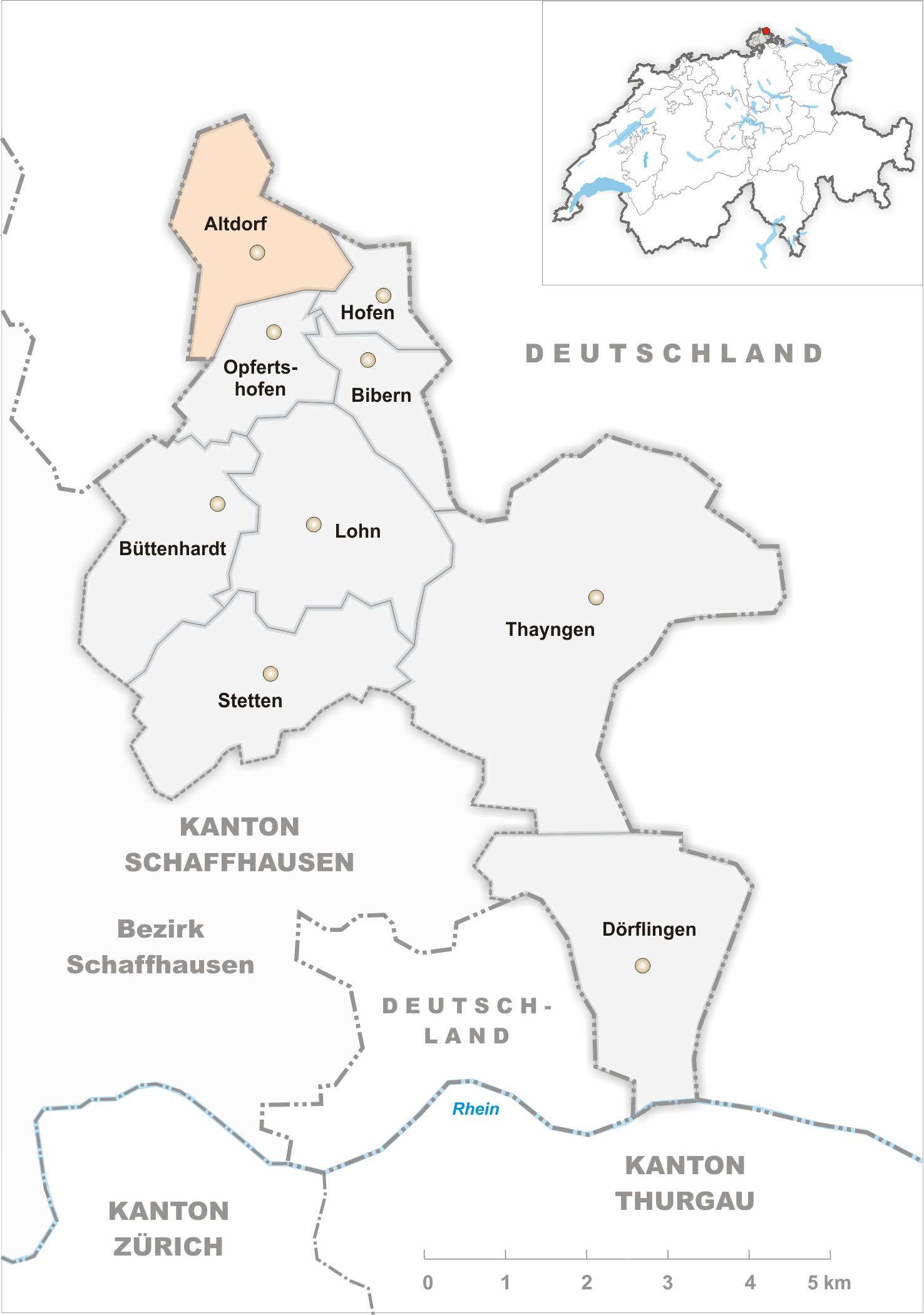
Gemeindestand vor der Fusion am 1. Januar 2009

Altdorf (SH) (in einheimischer Mundart Aaltorf [ˈaːltɔˑʶf]) ist ein Dorf und eine ehemalige politische Gemeinde im Reiat im Schweizer Kanton Schaffhausen. Seit Januar 2009 gehört Altdorf mit den Weilern Regelsrüti, Föhrenhof, Lindenhof, Egghof, Häldeli zu Thayngen.

## Bevölkerung
| Jahr | Einwohner |
| ---- | --------- |
| 1850 | 260       |
| 1860 | 276       |
| 1880 | 235       |
| 1900 | 211       |
| 1910 | 191       |
| 1930 | 155       |
| 1950 | 182       |
| 1970 | 144       |
| 1980 | 145       |
| 1990 | 167       |
| 2000 | 202       |
| 2007 | 209       |

## Politik
Letzte Gemeindepräsidentin war Heidi Fuchs-Lüthy.

## Verkehrsanbindung
Es zirkulieren täglich Postautos nach Thayngen und Schaffhausen sowie Busverkehr nach Altdorf.

## Name
Der Ort ist wahrscheinlich 830, sicher 1315 als Altdorf belegt. Der Name weist vielleicht auf eine zur Zeit der alamannischen Einwanderung schon bestehende Siedlung hin, oder auf einen Gründer namens Alto.

## Geschichte
Im Februar 1944 wurde das Dorf von einem Kampfflugzeug angegriffen. Entgegen der ersten Vermutungen, wonach ein weiteres Mal amerikanische Flieger versehentlich Schweizer Gebiet angegriffen hätten, hätte sich gemäss dem 1933 im Ort geborenen und aufgewachsenen Hans Ruh herausgestellt, dass es sich um ein deutsches Flugzeug handelte.

Historisches Luftbild von Werner Friedli von 1964

## Wappen
Blasonierung
In rot auf grünem Boden an braunen Stecken natürlicher Rebstock mit zwei blauen, hängenden Trauben, weisser sechszackiger Stern im rechten Obereck.
1806 liess die Gemeinde Altdorf ihr erstes Siegel stechen. Der Rebstock war nach dem Vorbild des Fertigungsgerichtes "unter dem Berg Reyet" gestaltet, zu dem neben Altdorf auch Bibern, Hofen und Opfertshofen gehörte. Da das Wappen von Opfertshofen gleichfalls den Rebstock darstellte, musste Altdorf als Inhaber des jüngeren Wappens bei der Neugestaltung etwas zur Differenzierung einführen. Zu diesem Zweck wurde im linken (heraldisch: rechten) Obereck ein sechszackiger Stern eingeführt.